# Эдвард Денни, 1-й граф Норвич
Эдвард Денни (англ. Edward Denny; 15 августа 1569 — 24 октября 1637) — английский аристократ, 1-й барон Денни из Уолтема с 1604 года, 1-й граф Норвич с 1626 года.

## Биография
Эдвард Денни родился 15 августа 1569 года в семье Генри Денни, старшего сына сэра Энтони Денни и Джоан Чемперноун. Его матерью была Онора Грей, дочь Уильяма Грея, 13-го барона Грея из Уилтона. Эдвард Денни поступил в 1585 году в Сент-Джонс-колледж в Кембридже. В 1587 году он был посвящен в рыцари. В 1603 году Денни, занимавший пост шерифа графства Хартфордшир, приветствовал короля Якова I Стюарта, прибывшего в Англию. Эдвард Денни заседал в Палате общин Англии от Уэстморленда и Эссекса (1592), Уэстморленда (1592—1593) Эссекса (1604). 27 октября 1604 года он был возведен в ранг пэра как 1-й барон Денни из Уолтема.
Примерно в 1590—1600 годах Денни построил Эбби-хаус на месте Уолтемского аббатства, земли которого принадлежали семье в течение нескольких поколений. Большая часть старых зданий аббатства была снесена, но церковь осталась приходской церковью. Новый дом аббатства находился прямо к северо-востоку от церкви. Все здание было позже снесено в 1770 году.
Появление романа леди Мэри Роут «Урания графини Монтгомери» вызвало протесты Эдварда Денни, возражавшего против изображений реальных людей в литературных работах. Его особенно задел инцидент с работой, который, по его мнению, намекал на его собственную семейную жизнь.
17 октября 1626 года Денни был пожалован титул 1-го графа Норвича.

## Семья
Примерно в 1590 году Эдвард Денни женился на леди Мэри Сесил, дочери Томаса Сесила, 1-го графа Эксетера, и его первой жены Дороти Невилл. В этом браке родилась дочь Онора (умерла в августе 1614), жена Джеймса Хэя, 1-го графа Карлайла.
Эдвард Денни был похоронен в Уолтемском аббатстве. Титул графа Норвича после этого вернулся короне, а титул лорда Денни из Уолтема перешёл к внуку покойного, Джеймсу Хею.